# James Lincoln Collier
James Lincoln Collier (* 27. Juni 1928 in New York) ist ein US-amerikanischer Journalist, Jugendbuchautor und Jazzautor.
Collier kam aus einer Lehrer- und Schriftstellerfamilie und machte 1950 am Hamilton College seinen Abschluss. 1950/1 war er beim Militär und war danach bis 1958 in New York Magazin-Herausgeber. 1960 erschien sein erstes Buch und ab Mitte der 1960er Jahre verfasste er zahlreiche Kinder- und Jugendbücher (Fiction und Non-Fiction), insbesondere Bücher für Jugendliche mit historischem Inhalt, teilweise mit seinem Bruder Christopher Collier („Drama of American History“ Serie, Benchmark Books), einem Geschichtsprofessor. Sein Buch My Brother Sam is Dead (1974), das im Amerikanischen Unabhängigkeitskrieg spielt, wurde 1975 für den National Book Award nominiert. Bekannt ist er außerdem für eine Reihe von Jazz-Biographien von Louis Armstrong, Duke Ellington, Benny Goodman.
Collier ist auch Jazz-Posaunist.

## Werke (Auswahl)
für Erwachsene
- Jazz. The American Theme Song. Oxford University Press, New York 1995, ISBN 0-19-509635-5.
- The Reception of Jazz in America. A New View. Institute for Studies in American Music, New York 1988 (ISAM monographs; Bd. 27).
- Louis Armstrong. Von New Orleans zur Carnegie Hall („Louis Armstrong. An American Genius“). Econ, München 2000, ISBN 3-612-26716-7.
- Duke Ellington. Genius des Jazz („Duke Ellington“). Ullstein, Berlin 1999, ISBN 3-548-35839-X.
- Benny Goodman, King of Swing („Benny Goodman and the Swing Era“). Heyne, München 1997, ISBN 3-453-12540-1.
- The Making of Jazz. A comprehensive History. Papermac, Hamburg 1990, ISBN 0-333-31647-9.

für Jugendliche
- Louis Armstrong. Eine Biographie („Louis Armstrong. An American Success Story“). Diogenes-Verlag, Zürich 1990, ISBN 3-257-21908-3.
- The Great Jazz Artists. Simon & Schuster, New York 1979, ISBN 0-590-07493-8 (Nachdr. d. Ausg. New York 1971).
- Jazz. An American Saga. Holt, New York 1991, ISBN 0-8050-4121-4.
- Inside Jazz. Four Winds Press, New York 1973.
- Making Music for Money. A Concise Guide. Franklin Watts, New York 1976, ISBN 0-531-02903-4.
- Jug bands and handmade music. A creative approach to music theory and the instruments. Grosset & Dunlap, New York 1973, ISBN 0-448-26248-7.
- Practical Music Theory. How Music Is Put Together from Bach to Rock. Norton, New York 1970.